# Samy Bengio
Samy Bengio, född 1965, är en kanadensisk datavetare. Han leder en stor grupp forskare som arbetar med maskininlärning.
Bengio är "Senior Director of AI and Machine Learning Research" på Apple, och var tidigare forskare på Google under en lång period. Bengio lämnade Google kort efter att företaget sparkat hans medarbetare Timnit Gebru, utan att först meddela honom. Bengio uppgav att han hade blivit chockad över det som hände Gebru. 
Bengio är också bland de tre författare som utvecklade Torch 2002,  förfadern till PyTorch,  en av dagens två största ramverk för maskininlärning. 